# Ricardo Enríquez Sancho
Ricardo Enríquez Sancho (Madrid, 1944) és un jurista espanyol, que exerceix de magistrat del Tribunal Suprem i magistrat del Tribunal Constitucional d'Espanya des de 2014. Va començar a exercir de jutge  en plena dictadura feixista, el 1971.

## Biografia
Llicenciat en Dret per la Universitat de Madrid (1966), va ingressar a la carrera judicial l'any 1971 i va prestar serveis com a jutge als Jutjats de Primera Instància i Instrucció de Puerto del Rosario (1972), Jerez de los Caballeros (1972-74), Arenas de San Pedro (1974-75) i Avilés (1975-76). L'any 1976, després d'haver aprovat les oposicions, va ser ascendit a magistrat adscrit a l'orde jurisdiccional contenciós-administratiu i va exercir a les audiències territorials d'Albacete (1976-77) i Madrid (1977-89) i al Tribunal Superior de Justícia de Madrid (1989-90).
Des de 1990 és magistrat del Tribunal Suprem d'Espanya on ha estat destinat a la Sala tercera, ha estat president de secció i fou membre electiu de la Sala de Govern (2004-14). També va ser vocal de la Junta Electoral Central entre els anys 1996 i 2000.
Va ser nomenat magistrat del Tribunal Constitucional el 2014 per designació del Senat per suplir la vacant produïda per la defunció del magistrat Francisco José Hernando Santiago. Va prendre possessió el dia 18 de març. Un cop caducat el seu mandat va renovar el nomenament per designació del mateix organisme, renovació que es va fer efectiva el 14 de març de 2017.

## Obres
- Los Establecimientos en la nueva Ley de Peligrosidad y Rehabilitación Social. Ed. Anuari de l'Escola Judicial (1971)
- Los Juzgados de Paz. Ed. Institut d'Estudis d'Administració Local (1982)
- Los costos del proceso y el derecho a la tutela jurisdiccional. Ed. Secretaria Tècnica de la Presidència del Tribunal Suprem (1983)
- Consideraciones sobre el delito fiscal. Crónica Tributaria (1985)
- Comentario sistemático a la Ley de Régimen Jurídico de las Administraciones Públicas y del Procedimiento Administrativo Común. Arítuclos 62 a 67. Nulidad y anulabilidad. Ed. Carperi (1993)
- Contestaciones a los Temas del Programa de Ingreso a la Carrera Judicial. Derecho Civil, Derecho Procesal y Derecho Constitucional (amb col·laboració amb Carmelo Madrigal i Pedro José Yagüe). Ed. Carperi
- Intervención Administrativa en materia de Suelo. Licencias, órdenes de ejecución y ruina: naturaleza y régimen jurídico, últimas novedades jurisprudenciales en la materia. Cuadernos de Derecho Judicial (2003)
- La Contratación Administrativa en la Jurisprudencia del Tribunal Supremo. Ed. La Ley. Códigos Magíster (2007)
- Jurisprudencia en materia de contratación administrativa. A Jurisuprudencia contencioso administrativa (2005-2007): anáisis crítico. Consell General del Poder Judicial (2007)
- Comentario al Capítulo I del Título III de la Ley 29/1988, de 13 de julio, reguladora de la Jurisdicción Contencioso Administrativa. Actividad administrativa impugnable. Ed. Sepin (2010)